# مظهر (تصوير)

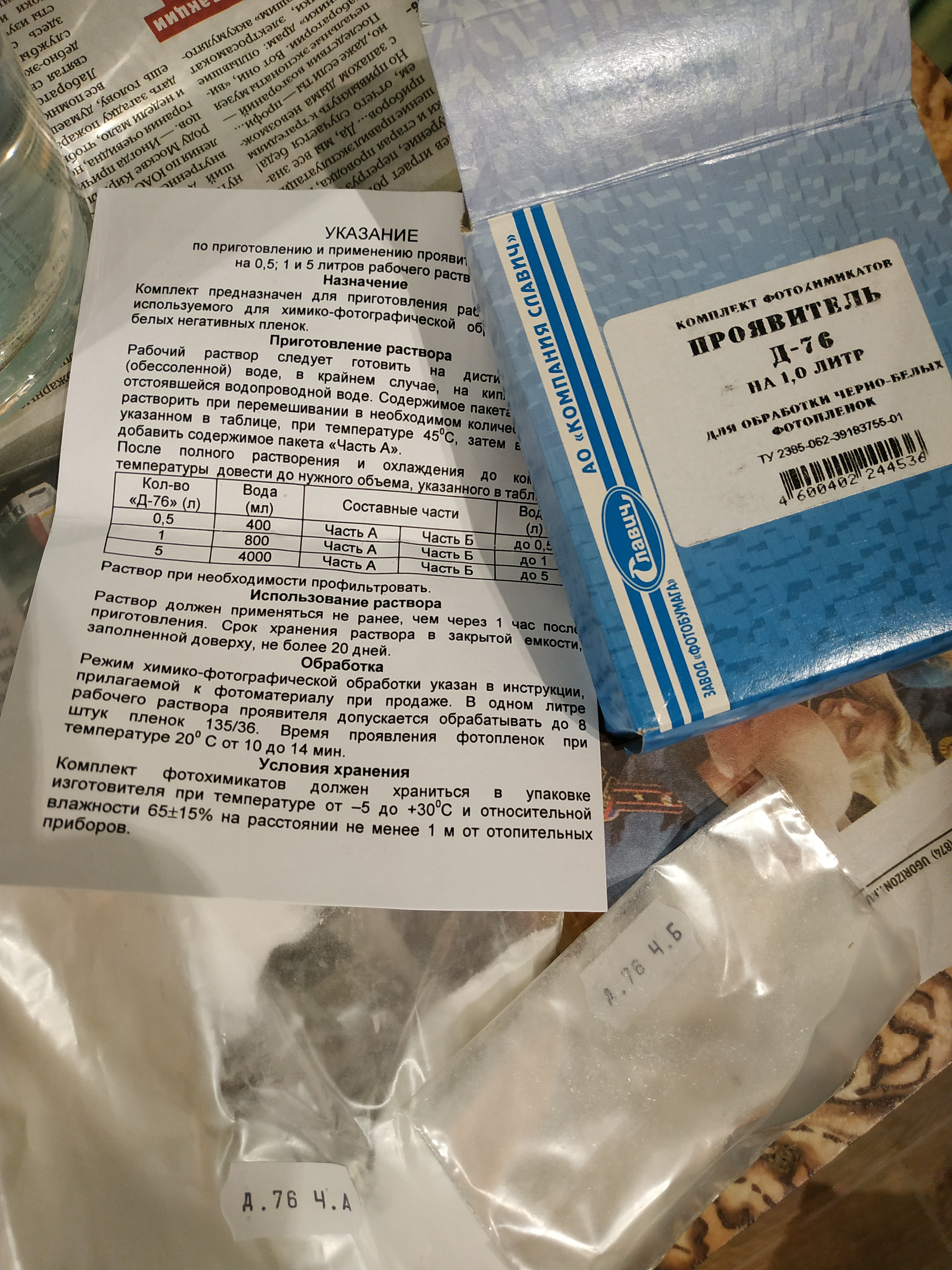

المُظهِر أو المادة المُظهرة هي مادة كيماوية تستخدم في التصوير التقليدي، ولها تطبيقات أيضا في الصناعات الدقيقة، حيث تُستعمل مواد بطريقة مشابهة لصناعة الشرائح الإلكترونية مثلا.